# إبراهيم إسماعيل (ملك ماليزيا)
السلطان إبراهيم إسماعيل بن السلطان إسكندر الحاج (بالجاوية: سلطان إبراهيم ابن سلطان إسكندر)؛ (22 نوفمبر 1958) هو سلطان جوهر الخامس والعشرين وسلطان جوهر الحديثة الخامس، وملك ماليزيا السابع عشر. ونجل السلطان إسكندر، معروف عنه أنه من هواة الدراجات النارية، السلطان أسس الحدث السنوي لركوب الدراجات النارية «كمبارا ماهكوتا جوهر».
ولد تونغكو إبراهيم إسماعيل في 22 نوفمبر 1958 في مستشفى السلطانة أمينة في جوهر بهرو بولاية جوهر التابعة لاتحاد مالايا، في عهد جده السلطان إبراهيم. وهو الابن الأكبر للسلطان إسكندر من زوجته الأولى جوزفين روبي تريفورو، وهي سيدة إنجليزية من توركاي، التقى بها السلطان إسكندر أثناء دراسته في إنجلترا.
أعلن أنه سلطان جوهر الخامس والعشرين في 23 يناير 2010 وتُوّج في 23 مارس 2015 في جوهر بهرو بعد وفاة والده السلطان إسكندر الحاج حفيد السلطان أبو بكر في 22 يناير 2010م. بعد إعلان الوفاة تم تعيين إبراهيم إسماعيل كولي عهد جوهر وسلطان جوهر بالإنابة. ونظمت الجنازة في 23 يناير.
انتُخب حاكمًا لماليزيا لفترة خمس سنوات في 27 أكتوبر 2023. وأدى اليمين الدستورية بصفته يانغ دي بيرتوان أغونغ (ملك ماليزيا) السابع عشر لماليزيا، في 31 يناير 2024.